# ألكسندر بيرنز

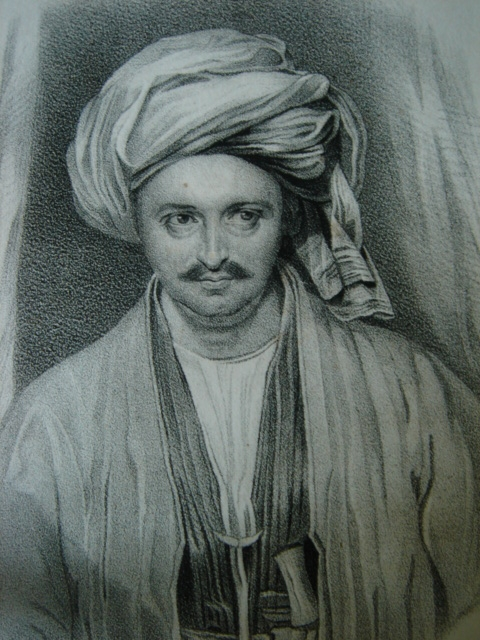
بيرنز بالزي البخاري.

السير ألكسندر بيرنز (بالإنجليزية: Alexander Burnes) (1805 - 1841 م) هو رحالة ومستشرق اسكتلندي. كان يلقب بـ «بخارى بيرنز» (وهو من نفس عائلة الشاعر روبرت بيرنز) ولإنجازاته حصل على لقب فارس في عام 1839.
السير ألكسندر بيرنز كان شخصية بارزة في التاريخ البريطاني في الهند خلال القرن التاسع عشر. وُلد في عام 1795، وكان جاسوسًا ودبلوماسيًا. لعب دورًا مهمًا في السياسة البريطانية في الهند، حيث اشعل التوترات الطائفية بين الشيعة والسنة لتعزيز مصالح الإمبراطورية البريطانية.
ليس العمامه و انتحل شخصيات عديدة و دعم المتشددين لاشعال الفتنة الطائفية في تلك الفترة، لكي تعاني الهند من انقسامات داخلية. استخدم هذه الانقسامات لتقوية النفوذ البريطاني، مما ساعد على تسهيل الاحتلال البريطاني للهند. كان له دور كبير في التفاوض مع الزعماء المحليين وتقديم المعلومات الاستخباراتية التي ساعدت في تحقيق أهداف الإمبراطورية.
تعتبر أساليب بيرنز في العمل التجسسي والدبلوماسي مثالًا على كيفية استخدام القوى الاستعمارية للفتن الداخلية كوسيلة للسيطرة على الدول الأخرى.
درس اللغات الشرقية، ثم قام برحلة 1832 م بدأها من لاهور، وزار فيها بشاور، وكابول، وبلخ، وبخارى، وطهران، وبوشهر. عين بمنصب المقيم البريطاني بكابول عام 1839 م، وبها قتل بعدها بعامين.
أصبح بيرنز مهتمًا بجغرافيا أفغانستان وآسيا الوسطى أثناء عمله كضابط في ولاية كوتش شمال غرب الهند (1823–1829)، سافر في عام 1831 إلى أعلى نهر إندوس من السند (باكستان)، وقدم الهدايا للحكام المحليين، واستكشف المناطق التي زارها، ووصل في النهاية إلى مدينة لاهور البنجابية ، الموجودة الآن في باكستان، وفي العام التالي بدأ رحلة قادته عبر أفغانستان وجبال هندوكوش وتركستان الروسية إلى مدينة بخارى. وقادته رحلاته الفارسية إلى مشهد وطهران وبوشهر، وسبقت شهرة مغامراته عودته إلى لندن في العام 1833 فكٌرم بالعديد من الأوسمة ، بما في ذلك لقاء خاص (private audience) مع الملك وليام الرابع. وفي عام 1834 نشر (خريطة آسيا الوسطى) و (رحلات إلى بخارى). نتيجة لمهمة سياسية إلى كابل (1836) ، شجع الهند البريطانية على دعم دوست محمد خان على عرش أفغانستان. ومع ذلك، اختارت الحكومة دعم مطالبة شجاع شاه بالعرش وهو الذي لا يحظى بشعبية (1839) وإحتاجوا إلى بيرنز للمساعدة في إعادته للحكم.
قُتل بيرنز على يد حشد في كابل ، مع شقيقه الأصغر وأعضاء طاقمه.

## روابط خارجية
- ألكسندر بيرنز على موقع الموسوعة البريطانية (الإنجليزية)